# Orde van Cienfuegos
De Cubaanse Orde van Cienfuegos (Spaans: "Orden de Cienfuegos") werd naar de revolutionair Camilo Cienfuegos Gorriarán genoemd.
Het kleinood van de orde is een op de borst gedragen gouden kruis pattée met daarop binnen een groene ring met in zilver een in een ster samenkomende lauwerkrans en de naam "CAMILLO CIENFUEGOS" een gouden medaillon met het portret van de vrijheidsheld die met een hoed is geportretteerd.
Op de achterzijde is een rond zilveren schildje gemonteerd met het wapen van Cuba en de tekst "Republica de Cuba" en "Consejo de Estado". Het kruisje wordt met twee scherpe pinnen vastgezet.
De Cubaanse Staatsraad, het collectieve staatshoofd van deze de-facto Volksrepubliek, verleent de orde die wordt toegekend aan leden van de Revolutionaire Militaire Strijdkrachten in actieve dienst, in de reserve en gepensioneerd, voor "bijzondere verdiensten in het plannen en uitvoeren van gevechtsacties tijdens de verdediging van Cuba's belangen en de soevereiniteit van Cuba.".
Aan de orde zijn een klein door de secretaris van de Staatsraad getekend diploma en een zakboekje in een rode kaft, als bewijs dat men de orde mag dragen, verbonden.
De orde behoort tot het type van de socialistische orden. Het kruis wordt niet aan een lint gedragen maar op de borst vastgespeld. Er is wel een baton in de kleuren blauw-geel en breed dieprood.

## De statuten
De statuten van de Orde Orde van Cienfuegos, daar "ORDÈN CAMILO CIENFUEGOS" genoemd, geven precies aan wanneer de Orde kan worden toegekend. In deze statuten van de orde worden de vereiste heldendaden precies opgesomd. Daarin heeft men het voorbeeld van de Orden van de Sovjet-Unie gekopieerd. De laatste bepaling in de opsomming geeft de Staatsraad daarentegen de vrijheid om ook in andere gevallen een militair met deze orde te decoreren. In de statuten is nergens sprake van het onderscheiden van burgers en dat maakt deze orde tot een militaire onderscheiding. Enerzijds is er sprake van meer algemene militaire verdienste, anderzijds maakt het strenge reglement van deze orde een onderscheiding voor dapperheid.
De statuten van de Orde van Cienfuegos benoemen zestien specifieke omstandigheden waar de order kan worden toegekend.
STATUUT
.Artikel 1. De Orde "Camilo Cienfuegos" wordt toegekend aan de leden van de Revolutionaire Strijdkrachten in de actieve militaire dienst, in de reserve en aan gepensioneerden, alsmede aan de militairen van bevriende landen, voor uitzonderlijke verdiensten in de ontwikkeling en de totstandbrenging van gevechtshandelingen, in de verdediging van de verwezenlijkingen en de soevereiniteit van ons socialistisch land.

Artikel 2. De Orde "Camilo Cienfuegos" is gemaakt van goudkleurig metaal.

Artikel 3. De Orde "Camilo Cienfuegos" wordt toegekend als erkenning van de volgende soorten van verdienste:

- a) het neerschieten van een bommenwerper of een jachtbommenwerper;

- b) neerschieten van twee gepantserde helikopters of drie transporthelikopters;

- c) neerschieten van drie of meer bommenwerpers of jachtbommenwerpers door middel van anti-vliegtuigen raketten of het bijdragen aan de vernietiging in de complexe omstandigheden van het luchtgevecht;

- c1) neerschieten van twee of meer vliegtuigen of helikopters door middel van de luchtdoelartillerie;

- d) de vernietiging van drie of meer vijandelijke tanks of gepantserde voertuigen;

- e) drie of meer vijandelijke schepen of amfibische voertuigen tot zinken brengen;

- f) het vernietigen van een vijandelijke artillerie opstelling;

- g) de vernietiging van twee of meer tanks of van artillerie met de steun van tanks en gepantserde voertuigen;

- h) een landingsboot voor het vervoer van troepen apparatuur of artillerie door middel van kleine vuurwapens tot zinken brengen;

- i) belangrijke vijandelijke wapens of uitrusting buitmaken en binnen onze linies brengen;

- j) de vernietiging van een onderzeeër of een ondersteunend schip;

- k) het onder vijandelijk vuur beschadigen van belangrijke onderdelen van de uitrusting van de vijand ;

- l) het succesvol en onder vijandelijk vuur leiden van troepen in een gevechtszone

- l1)het met risico voor het eigen leven tijdens het gevecht bijstaan van de commandant van de eenheid en daarmee bijdragen aan de overwinning,

- m) het als commandant van een eenheid vernietigen van een superieure vijand;

- n) de vernietiging, met risico voor het eigen leven, van de vijandelijke uitrusting of wapens waardoor het succes van onze troepen wordt gewaarborgd;

- n1) redden het leven van de kameraden met risico voor het eigen leven;

- o) het bereiken van de bestrijding van het succes als gevolg van deelname aan de planning van acties ter bestrijding en onderscheiden als commandant van de troepen;

- p) andere handelingen van persoonlijke moed en dapperheid.

Artikel 9: De orde kan postuum worden toegekend

## Gewapende conflicten
Cuba heeft een aantal militaire conflicten gekend. Er was in de eerste jaren na de vestiging van de communistische dictatuur nog gewapende tegenstand op het eiland zelf. Daarna was er een door de Verenigde Staten ondersteunde landing van rebellen op het strand van de Varkensbaai. In de jaren 80 vochten Cubaanse militairen in Angola.